# Hubal (bóg)
Hubal (arab. ‏هُبَل‎) – arabskie bóstwo nieba i księżyca z czasów przedislamskich, najwyższy bóg panteonu mekkańskiego, naczelny bóg Kurajszytów, obecny także w wierzeniach Nabatei oraz Palmyry.
Jego imię pojawia się w inskrypcjach w języku aramejskim pochodzących z I wieku n.e. Sprowadzenie jego posągu do Al-Kaby przypisuje się Amrowi Ibn Luhajjowi, wskazywanemu w legendach jako twórca politeizmu arabskiego. Jednakże Hiszam Ibn Al-Kalbi uznaje, że kult Hubala wprowadzony został dopiero w II wieku przez Huzaję, będącego przodkiem Kurajszytów – plemienia, z którego wywodził się prorok Mahomet.
Kurajszyci określali wyobrażenia swych bóstw również poza Al-Kabą. Wykonana z czerwonego karneolu statua Hubala, zwana Hubalem Huzajmy (od imienia tego, który ją tam wystawił), znajdowała się wewnątrz świątyni i cechowały ją największe rozmiary ze wszystkich posągów, stosownie do pozycji bóstwa zajmowanej w arabskim panteonie. W czasach gdy posiadało go to plemię, wyobrażała ona podobiznę człowieka pozbawionego prawej ręki (Kurajszyci wyposażyli go jednak w nową kończynę ze złota).
W świątyni Hubala istniała wyrocznia, w której przepowiadano przyszłość i udzielano wskazań z wykorzystaniem strzał, których 7 spoczywało przed posągiem bóstwa. Na tej, na której widniał napis „czystej krwi”, gdy inna nosiła oznaczenie „obcy”, służyły do ustalania ojcostwa. Po złożeniu Hubalowi ofiary rzucano strzałami – w zależności od tego, która z nich jak padła, ustalano ojcostwo dziecka. Inne strzały przewidziano dla spraw dotyczących małżeństwa lub śmierci. Wyroczni zadawano też pytania przed podjęciem doniosłej wyprawy albo przed dokonaniem jakichś ważnych działań. Podobnie jak w przypadku niepewnego ojcostwa, rzucano strzałami i postępowano w zależności od orzeczenia bóstwa, jak np. uczynił to Abd al-Muttalib, pragnąc dowiedzieć się o przyszłość syna Abd Allaha.
Ponieważ imię Hubala nie zostało wymienione w Koranie, później łączono go z Allahem, starając się tym samym udowodnić, że nawet w czasach dżahiliji Arabowie znali pojęcie boga będącego najwyższym władcą świata, nawet jeśli jeszcze nieuznawanego za jedynego. Arabscy uczeni łączyli też jednak Hubala z Baalem, semickim bóstwem natury.
Wizerunek Hubala z czerwonego karneolu dotychczas znajduje się w sanktuarium Al-Kaba w Mekce; przypuszcza się, że tamtejszy Czarny Kamień również wykazuje pewien związek z tym bóstwem.